# 伊万诺沃空军基地
伊万诺沃空军基地位于俄罗斯伊万诺沃以北6公里处，拥有大型跑道和停机坪。机场跑道建于1935年，1965年升级改造。1974年开始列装首架伊尔-76。该基地还配备A-50预警机。2025年6月，乌克兰国家安全局在蛛网行动中对该基地发动无人机袭击，损毁一架A-50预警机。现场视频表明有两架A-50预警机受损。